# L'elisir d'amore (film 1946)
L'elisir d'amore è un film italiano del 1946 diretto da Mario Costa, tratto dall'opera lirica omonima di Gaetano Donizetti.